# Space Station 3D
Space Station 3D è un film documentario del 2002 riguardo alla Stazione spaziale internazionale. È la prima produzione IMAX 3D realizzata nello spazio.
È narrata da Tom Cruise.
La "versione" (non 3D) venne intitolata semplicemente Space Station.